# 方增文
方增文，字守德。福建福清人，清政治人物、進士出身。

## 生平
雍正二年（1724年）甲辰科進士，三甲第八十一名。任职不详。